# فرانسیس کنی
فرانسیس کنی (انگلیسی: Francis Kenny) یک فیلم‌بردار اهل ایالات متحده آمریکا است. 
وی از دانشگاه هاروارد فارغ‌التحصیل شده است. کنی در حال حاضر در سنتا مونیکا، کالیفرنیا زندگی می‌کند

## فیلم‌شناسی
- هذرها (۱۹۸۸)
- بین (۱۹۹۷)
- شبی در راکسبری (۱۹۹۸)
- فیلم ترسناک (۲۰۰۰)